# Hanne Safar
Hanne Safar (ook gespeld als Hanne Sefer, (Midyat, 1859 – aldaar, 19 juli 1915) was een invloedrijke Aramese leider in het late Ottomaanse Rijk. Hij diende als seculier hoofd van de Syrisch-Orthodoxe gemeenschap in Midyat, in de regio Tur Abdin (nu Zuidoost-Turkije). Zijn leven en tragische dood illustreren de complexe positie van christelijke minderheden in het Ottomaanse Rijk tijdens de Sayfo van 1915.

## Achtergrond
Hanne Safar werd geboren in een gerespecteerde familie in Midyat, die behoorde tot de invloedrijke Safar-clan, hij volgde zijn vader Safar Agha op als prominent leider in de regio.

## Leiderschap
Aan het einde van de 19e eeuw werd Hanne Safar door de Ottomaanse autoriteiten erkend als het officiële etnische hoofd van de Syrisch-Orthodoxe gemeenschap in Midyat. Hij kreeg een eigen kantoor in het gemeentehuis en werd onderscheiden met de zeldzame Hamidi-medaille, een ceremonieel zwaard, en genoot informele erkenning met de titel pasja. In officiële ceremonies vertegenwoordigde hij zijn gemeenschap en was belast met het behouden van orde en rust.
Hij werkte nauw samen met de Ottomaanse overheid, mede in de hoop zijn gemeenschap te beschermen. Zijn belangrijkste taak was het voorkomen van subversieve activiteiten binnen de christelijke minderheden in de regio.

## Sayfo
Tijdens de Sayfo in 1915 werd ook de regio Midyat getroffen. Terwijl de Aramees-christelijke leiders inclusief Hanna zelf in de stad zich verenigden en op de Bijbel zwoeren om gezamenlijk verzet te bieden, werd hij door de kaymakam (districtsgouverneur) overtuigd dat alleen protestanten en katholieken gevaar liepen. De Syrisch-Orthodoxen zouden volgens hem buiten schot blijven.
Als gevolg daarvan verbrak Safar de samenwerking met de andere religieuze leiders. Hij zou zelfs hebben bijgedragen aan de arrestatie van leden van de Syrisch-Protestantse Hermez-familie, die kort daarna geëxecuteerd werden. Enkele weken later bleek echter dat ook de Syrisch-Orthodoxen het doelwit waren. Hanne Safar werd een van de eerste slachtoffers van het massamoordproces dat op 19 juli begon.

## Dood
Hanne Safar werd gearresteerd en volgens meerdere bronnen op 19 juli 1915 publiekelijk onthoofd met zijn eigen ceremoniële zwaard. Zijn hoofd werd op een lange stok geplaatst en door de straten van Midyat gedragen, terwijl omstanders riepen: "Dit is het hoofd van de Syrische leider van Midyat, zorg goed voor hem." Vervolgens werd zijn hoofd aangeboden aan jongens om als voetbal te gebruiken. Tegelijkertijd begon de plundering van christelijke huizen in Midyat.
Volgens orale overlevering werd Hanne Safar verraden door het regime dat hij jarenlang had gediend. Zijn vrouw en dochters zouden zijn omgekomen, maar zijn vijf zonen zouden hebben overleefd.

## Nalatenschap
Hanne Safar is een controversiële figuur binnen de Syrisch-Aramese gemeenschap. Als leider van de Aramese gemeenschap richtte Hanne Safar zich voornamelijk op de bescherming van zijn eigen geloofsgroep, waarbij Arameeërs behorend tot de Syrisch-Protestantse en de Syrisch-Katholieke christenen grotendeels werden buitengesloten. Deze houding leidde tot verdeeldheid, vooral toen hij naar verluidt samenwerkte met de Ottomaanse autoriteiten in de vroege fase van de repressie tegen de Syrisch-Protestantse christenen, in de veronderstelling dat de Syrisch-Orthodoxe Arameeërs gespaard zouden blijven. Sommigen herinneren hem als een misleide leider die tevergeefs probeerde zijn gemeenschap te behoeden, terwijl anderen hem zien als een martelaar die uiteindelijk, ondanks zijn aanvankelijke keuzes, ten prooi viel aan de systematische uitroeiing van de Arameeërs van Midyat tijdens de Sayfo.